# Afrolychas braueri
Afrolychas braueri, conocido comúnmente como escorpión del bosque de las Seychelles, es una especie de escorpión de la familia Buthidae. Actualmente se cree que sólo sobrevive en la isla Silhouette (Seychelles), aunque históricamente la especie se encontraba en otras dos islas seychellenses. Este escorpión vive en la hojarasca de los bosques que, en gran medida, no están afectados por especies vegetales invasoras. Es un pequeño escorpión de color marrón amarillento con tres quillas prominentes en la superficie dorsal de su mesosoma, lo que lo distingue de otros escorpiones. Aunque no se sabe mucho sobre la ecología del escorpión del bosque de las Seychelles debido a la escasez de avistamientos, se sabe que depende únicamente de su veneno para capturar a sus presas y defender a sus crías. Su veneno no es peligroso para el ser humano.
El escorpión del bosque de las Seychelles sólo ha sido observado unas pocas veces, por lo que se cree que vive en densidades de población muy bajas. Está catalogado como especie en peligro crítico por la Unión Internacional para la Conservación de la Naturaleza y es una de las especies de escorpiones más amenazadas del mundo. Se cree que está amenazado principalmente por especies vegetales invasoras, en particular Cinnamomum verum, que degradan su hábitat. Toda su área de distribución conocida está protegida por el Parque Nacional de la Silueta, y los recientes esfuerzos de conservación en la isla incluyen la restauración de la vegetación y la eliminación de la canela.

## Taxonomía
El escorpión de los bosques de las Seychelles fue descrito originalmente en 1896 por Karl Kraepelin como Archisometrus braueri. En 1913, fue trasladado al género Lychas por Arthur Stanley Hirst. Lychas, un género principalmente asiático, fue considerado en gran medida polifilético y durante mucho tiempo se sospechó que este escorpión podría pertenecer a un género diferente. En 2019, la especie fue dividida en el nuevo género Afrolychas junto con Afrolychas burdoi, una especie de África continental que se cree que es su pariente más cercano, por František Kovařík. El nombre del género Afrolychas hace referencia al área de distribución africana de sus especies y al hecho de que las dos especies solían pertenecer al género Lychas. El nombre específico braueri es en honor a August Brauer, un zoólogo alemán que realizó estudios científicos en las Seychelles y que recogió los especímenes iniciales.
El espécimen tipo fue recolectado en la isla de Praslin por August Brauer en 1894 y se conserva en el Instituto Zoológico y Museo de la Universidad de Hamburgo. La especie fue encontrada después en la "selva alta" en Mahé y en Silhouette en 1905 por la Expedición Conmemorativa Percy Sladen.Después de estas recolecciones iniciales, no se volvió a ver hasta que fue redescubierta en 1990 en el Jardin Marron de Silhouette.

## Descripción
El escorpión de los bosques de las Seychelles es un pequeño escorpión de color marrón amarillento que mide entre 25 y 36 mm de longitud. Se distingue mejor de otros escorpiones similares por tener tres quillas conspicuas en la superficie dorsal de su mesosoma. Además, tanto en los dedos móviles como en los fijos de los pedipalpos o pinzas del escorpión, el sexto borde cortante carece de gránulos externos e internos.En general, este escorpión tiene una coloración marrón amarillenta manchada con un quinto segmento metasomal liso y brillante y un telson, o aguijón, notablemente largo.Sus pectens tienen de 14 a 18 dientes pectinales.Los adultos no tienen dimorfismo sexual perceptible. Su aguijón no se considera peligroso para los humanos.

## Distribución y hábitat

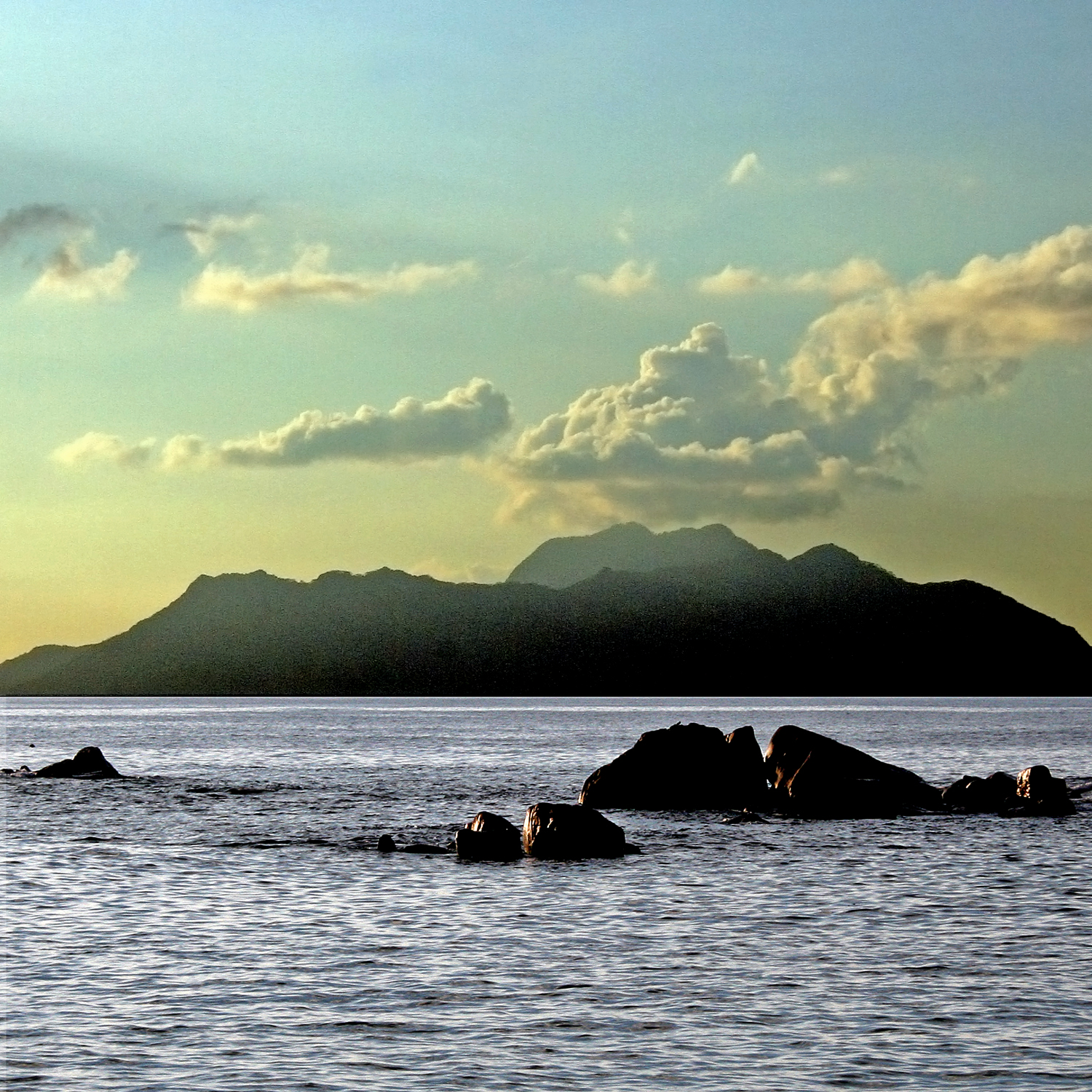
La isla de Silhouette vista desde Mahé

Afrolychas braueri sólo se conoce actualmente en una zona boscosa de 5 km² (1.200 acres) de la isla Silhouette en las Seychelles. Es una de las tres únicas especies de escorpiones que se encuentran en las Seychelles. Sólo se encuentra en las zonas más elevadas de esta isla, entre 500 y 550 m.Históricamente, este escorpión era endémico de las Seychelles y se encontraba en Mahé antes de que las plantas invasoras lo extinguieran.El escorpión del bosque de las Seychelles se encuentra en densidades de población muy bajas.
El escorpión de los bosques de las Seychelles vive en la hojarasca de los bosques que en gran medida no están afectados por especies de plantas invasoras y por lo tanto mantienen su flora natural, como la Dillenia ferruginea Se refugian debajo de piedras y troncos.

## Ecología y comportamiento
Se sabe que la especie de hormiga invasora Technomyrmex albipes ha matado a escorpiones del bosque de las Seychelles. Como todos los escorpiones butígrados, el escorpión del bosque de las Seychelles depende únicamente de su veneno para capturar a sus presas. En junio de 2009, se descubrió una hembra que llevaba siete escorpiones jóvenes en la espalda, a los que, como otros escorpiones, cuidaría hasta que fueran capaces de sobrevivir por sí mismos.

## Conservación
El escorpión de los bosques de las Seychelles fue clasificado como especie en peligro crítico por la Unión Internacional para la Conservación de la Naturaleza en 2012.Actualmente sólo se conoce en una pequeña zona boscosa de la isla Silhouette que está siendo degradada por especies de plantas invasoras, especialmente Cinnamomum verum. Se cree que este escorpión se extinguió en las islas de Mahé y Praslin después de 1909 debido a que las plantas invasoras se apoderaron de su hábitat. También puede estar amenazado por una especie de hormiga invasora. Desde 1909, la especie sólo ha sido observada en tres ocasiones, en 1990, 2006 y 2009, todas ellas en la isla de Silhouette. Su limitada área de distribución es evidente, ya que varios estudios no han logrado localizar al arácnido. Aunque toda la población conocida de la especie está protegida en el Parque Nacional de Silhouette, en 2012 el parque no estaba siendo gestionado para proteger al escorpión.Sin embargo, desde entonces, el Centro de Conservación de la Isla Silhouette de la Sociedad de Conservación de la Isla ha comenzado a implementar proyectos de conservación en la isla, incluyendo la restauración de la vegetación y la eliminación de la canela.